# Friedrich Wilhelm Foerster
Friedrich Wilhelm Foerster (2. června 1869, Berlín, Německo – 9. ledna 1966, Kilchberg, Švýcarsko) byl německý filosof a vysokoškolský pedagog. Pocházel z rodiny astronoma Wilhelma Julia Foerstera (1832–1921).

## Dílo
Friedrich Wilhelm Foerster byl především filosofem a vysokoškolským pedagogem, který se zabýval otázkami morálky a etiky. Byl významným protipruským disidentem a kritikem německého nacionalismu a fašismu. Z těchto důvodů většinu svého života strávil v emigraci; postupně žil a pracoval ve Švýcarsku, Rakousku, Francii a Spojených státech amerických.
Byl nositelem myšlenky evropské federalizace německy mluvících zemí, o což se zasazoval i za svého působení ve Vídni u dvora císaře Františka Josefa I. v létech 1913–1914.
V českých zemích je znám především z českého překladu své knihy Europa und die Deutsche frage (Evropa a německá otázka), která vyšla v Praze v nakladatelství Vyšehrad v roce 1938, ještě těsně před mnichovskou dohodou. Kniha rozebírá kořeny křesťanskogermánské civilizace a její význam v historii Evropy a poukazuje na nebezpečí pruské kasárenské politiky.